# Barria
Barria är ett släkte av svampar. Barria ingår i familjen Phaeosphaeriaceae, ordningen Pleosporales, klassen Dothideomycetes, divisionen sporsäcksvampar och riket svampar.
|        | Cicinobolus                     |
|        |                                 |
|        | Stagonospora                    |
|        |                                 |
|        | Hendersonia                     |
|        |                                 |
|        | Eudarluca                       |
|        |                                 |
|        | Sclerostagonospora              |
|        |                                 |
|        | Ampelomyces                     |
|        |                                 |
|        | Wilmia                          |
|        |                                 |
|        | Phaeosphaeria                   |
|        |                                 |
|        | Carinispora                     |
|        |                                 |
|        | Phaeoseptoria                   |
|        |                                 |
|        | Parabotryon                     |
|        |                                 |
|        | Ophiosphaerella                 |
|        |                                 |
|        | Sphaerellopsis                  |
|        |                                 |
|        | Tiarospora                      |
|        |                                 |
|        | Scolecosporiella                |
|        |                                 |
|        | Monascostroma                   |
|        |                                 |
|        | Lautitia                        |
|        |                                 |
|        | Mixtura                         |
|        |                                 |
|        | Hadrospora                      |
|        |                                 |
|        | Nodulosphaeria                  |
|        |                                 |
| Barria | \| \| Barria piceae \| \| \| \| |
|        | \| \| Barria piceae \| \| \| \| |
|        | Phaeosphaeriopsis               |
|        |                                 |
|        | Isthmosporella                  |
|        |                                 |
|        | Katumotoa                       |
|        |                                 |
|        | Barria piceae                   |
|        |                                 |

|  | Barria piceae |
|  |               |